# École militaire des aspirants de Coëtquidan
L'École militaire des aspirants de Coëtquidan (EMAC), anciennement 4e bataillon de l'École spéciale militaire de Saint-Cyr (E.S.M. 4), est l'une des trois écoles de formation des officiers français de l'Armée de terre.
Elle fait partie de l'Académie militaire de Saint-Cyr Coëtquidan, implantée dans le camp militaire de même nom situé sur le territoire de la commune de Guer, dans le département du Morbihan, en région Bretagne.
Destinée historiquement à la formation des seuls officiers de réserve du contingent, l'école a évolué consécutivement à la fin de la conscription avec la redéfinition de ses missions en 2001. Étroitement associée jusqu'ici à l'ESM Saint-Cyr, cette formation va devenir une école autonome et changer de nom pour devenir l'« École militaire des aspirants de Coëtquidan » (BOA/BOC 2 avril 2021).
Cette formation se caractérise par la diversité de ses recrutements, comme celle des profils de carrière. Elle propose essentiellement des stages courts, sous diverses variantes, en fonction des filières d'élèves-officiers concernés, notamment sous contrat, ou ceux destinés à la réserve opérationnelle, des ingénieurs et certains élèves civils ou militaires de grandes écoles. Elle forme environ 1200 stagiaires chaque année.

## Histoire
Le 4e bataillon est intimement lié, à son origine, à la création et au développement des officiers de réserve de l'Armée de terre, décidé en 1875 (loi du 13 mars 1875, sur le cadre juridique des officiers de réserve), marquant les débuts de la réserve militaire contemporaine.
Avec la persistance des conflits et des engagements armés continus de la France, la nécessité des officiers de réserve s'est imposée, à plusieurs titres : entretien du lien entre la nation et son armée, renforts quantitatifs et qualitatifs, desseins de carrière plus riches et plus variés, alternant activités civiles et activités militaires.
L'armée de conscription et le service militaire en France nécessitaient, également, des renforts d'encadrement militaire.

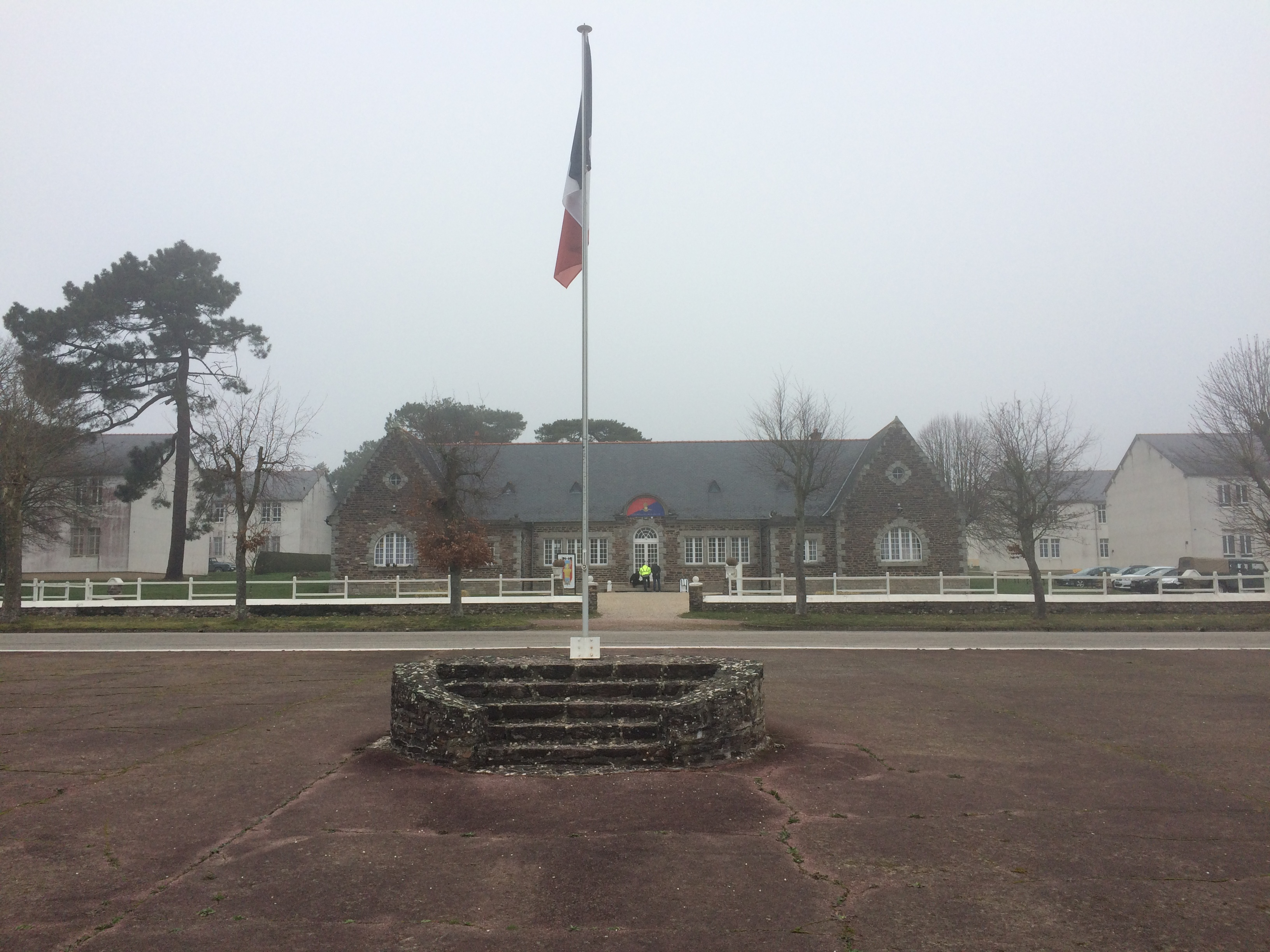
PC du 4e bataillon à Coëtquidan vu du marchfeld Turenne.

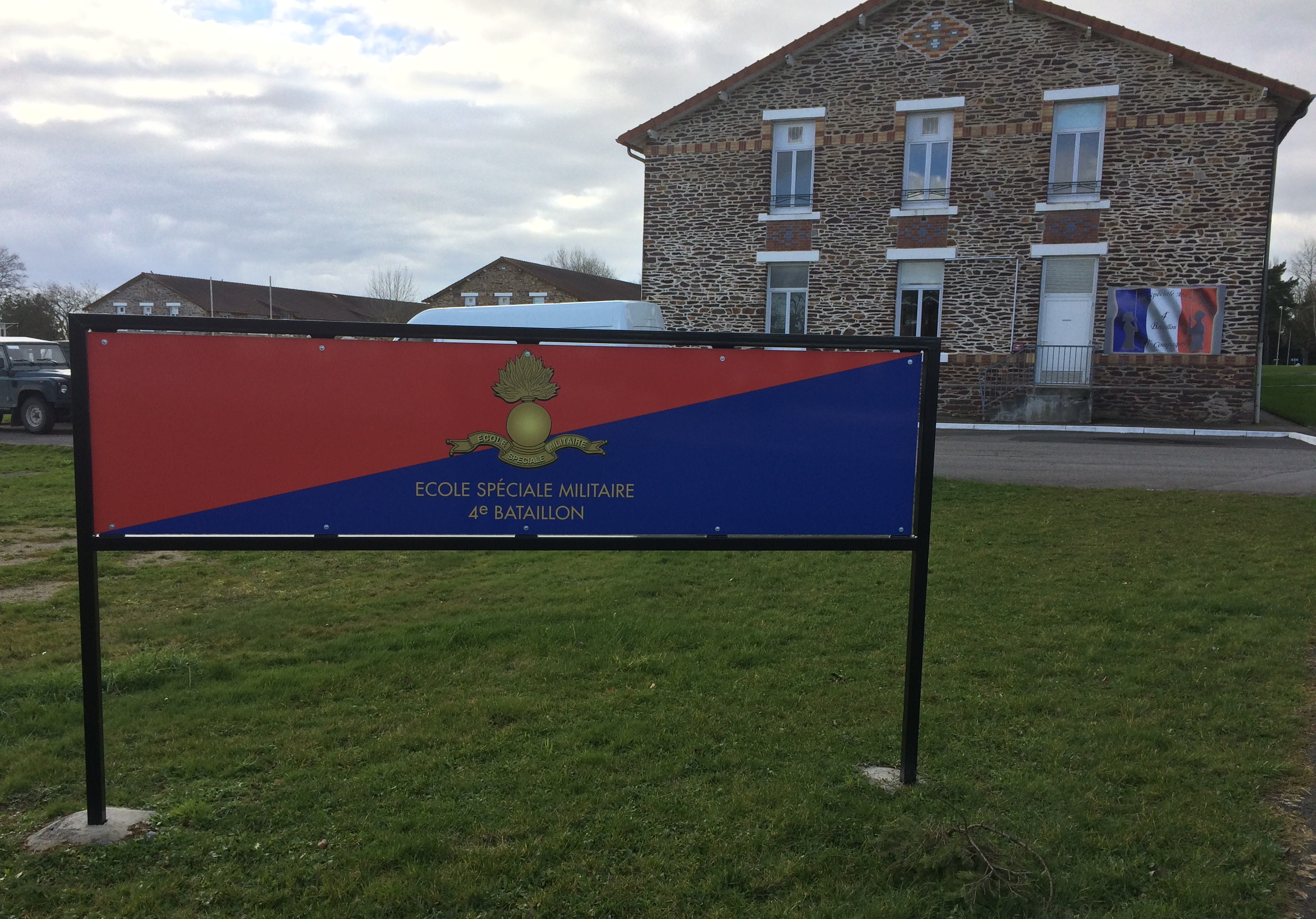
Bâtiments des compagnies du 4e bataillon à Coëtquidan.

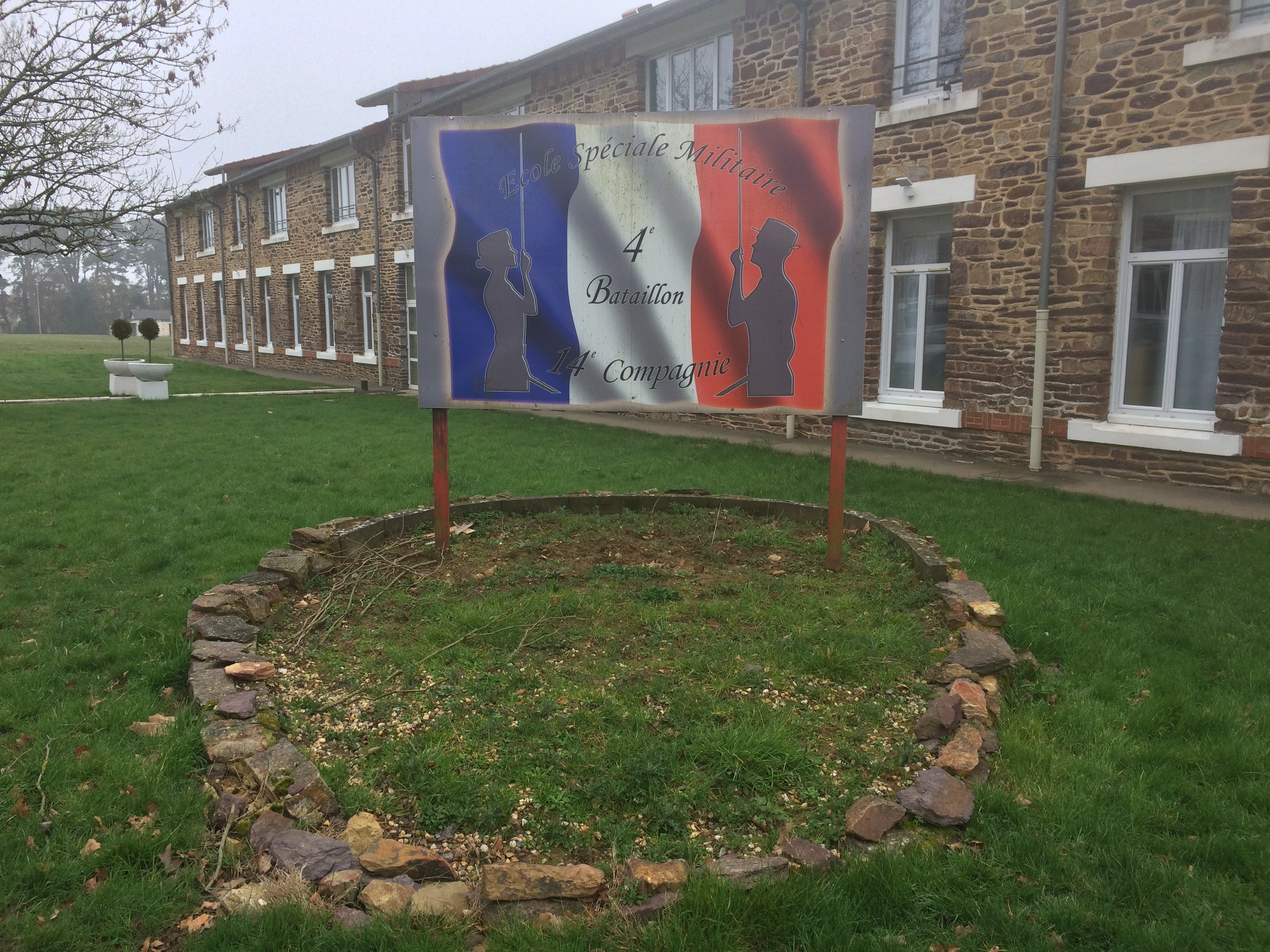
Autre vue des bâtiments des compagnies du 4e bataillon à Coëtquidan.

Ayant fait preuve d’un excellent comportement lors de la Première Guerre mondiale, ces officiers de réserve furent bien acceptés des officiers d’active et leur instruction se fait ainsi dès 1919 dans les deux grandes écoles d'officiers d'active de l'Armée de terre, Saint-Maixent (Deux-Sèvres) et Saint-Cyr (Yvelines) ; intégrés à partir de 1931 au sein du 3e bataillon de Saint-Cyr créé à cet effet (pour une durée de formation variant au fil du temps entre 24 et 16 semaines). Pour parfaire cette intégration, leur encadrement et certains d'entre eux portent le Grand uniforme lors des cérémonies communes et l'un d'eux est incorporé à la garde au drapeau.
La Seconde Guerre mondiale a encore montré le bien-fondé de leur nécessité, au cours de laquelle 4500 officiers de réserve furent mobilisés ; 35 promotions sortant des deux écoles (soit 1400 EOR). Beaucoup firent le sacrifice de leur vie.
La formation des élèves officiers de réserve (EOR en abrégé) restait donc indispensable ; celles des EOR de l'Armée de terre a continué d'être confiée à plusieurs écoles d'officiers ; en France, toujours celles de Saint-Cyr (jusqu'à l'occupation allemande qui voit sa destruction) et Saint-Maixent (ces deux écoles déménageant en zone libre à Aix-en-Provence jusqu'à leur dissolution par l'occupant) ; puis hors de métropole pendant la guerre, temporairement d'une part dans le Worcestershire au Royaume-Uni avec l'École militaire des cadets jusqu'en 1944, qui en se structurant reprend la tradition de Saint-Cyr, d'où se détachent les EOR formés à Camberley (Royaume-Uni), mais aussi à Brazzaville (Congo), et à Damas (Syrie) pour la France Libre ; et surtout l'École militaire de Cherchell, en Algérie française, à partir de décembre 1942 (École des élèves aspirants) avec un bref détachement à Médiouna (Maroc). Cependant, l'EMAC n'est héritière que de l'école créée en 1947, qui formait tous les EOR affectés en Afrique du Nord (ceux de la métropole restant d'abord tous à Saint-Maixent, puis seulement une partie à partir de 1949). Jusqu’à la fin de la guerre, cette école assume sa fonction d'amalgame, selon le vœu du général De Lattre de Tassigny, en réunissant, au profit parfois de différentes armes, à la fois des « maixentais » (élèves-officiers d'active), des « cyrards » et les EOR qui prirent numériquement de plus en plus d'importance ensuite compte tenu des besoins d'engagements en Indochine et en Algérie (400 EOR seront ainsi engagés sur ces deux théâtres d'opération) ; sans compter une filière sous-officiers (à partir de 1946).
En 1958, l'École de Cherchell devient « l'École militaire d'infanterie » (EMI) ; initialement en son sein, l'École des élèves aspirants reprend le nom de « l'École militaire interarmes » (EMIA en abrégé) et part — pour l'essentiel — pour le camp de Coëtquidan (Morbihan) rejoindre les saint-cyriens qui s'y sont déjà établis depuis la Libération. Une promotion d'EOR (« Drapeau de Saint-Cyr ») y sera exceptionnellement formée (en 28 semaines) cette année là (1958) mais la première promotion de Saint-Cyr à Coëtquidan (promotion « Victoire ») avait déjà réuni en 1945 des élèves d'origine diverse, y compris des résistants et combattants issus des EOR,.
À partir de 1959, l’accroissement du nombre des EOR, désormais tous formés à l'EMI de Cherchell, représentait en permanence un effectif oscillant entre 1100 et 1 500 élèves. Le Groupement d’instruction EOR de Cherchell passa ainsi de 2 à 3 Bataillons comportant chacun 4 Compagnies soit 12 Compagnies et un total de 40 à 46 sections. Le nombre annuel des promotions passa en 1960 à 6, la durée de la formation étant de 23 semaines. L'indépendance de l'Algérie, en avril 1962, apporte la fin de la formation des EOR à Cherchell et, subsidiairement, celle des sous-officiers. La formation des EOR (uniquement pour l'infanterie) et l'école elle-même sont ainsi transférées à Montpellier.
En 1967, tandis qu'une partie de la formation, en l'espèce l'infanterie mécanisée, continue à Montpellier, à l'école de l'infanterie nouvellement fusionnée, la formation du « peloton EOR » de l'infanterie motorisée se concentre au camp de Coëtquidan, toujours sous l'égide du 3e bataillon de l'École spéciale militaire de Saint-Cyr, au moment où les deux autres bataillons saint-cyriens investissent définitivement leurs nouveaux locaux (nouvelle école) ; puis la formation est unifiée dans les années 1970 au sein du « bataillon EOR » et s'effectue en totalité à Coëtquidan, toujours dans les bâtiments délaissés par les saint-cyriens. À l'époque, la scolarité au sein du bataillon EOR a été réduite à quatre mois en plus de la préparation militaire supérieure (PMS) ou du peloton préparatoire (dit PPEOR). Les mieux classés accèdent toujours directement au grade de sous-lieutenant à l'issue de leur formation (en moyenne, du tiers à presque la moitié de la promotion). La majorité devient aspirant et le demeure jusqu'à la fin de leur service militaire. Ceux qui échouent à l'examen de classement sont généralement nommés maréchaux des logis (sergents). La formation accueille des stagiaires de l'ENA. Les EOR participent à la garde d'honneur devant l'hôtel de commandement cour Rivoli.
En 1982, le bataillon EOR perd son assimilation au 3e bataillon et prend plus simplement le nom de « bataillon EOR de l'École spéciale militaire de Saint-Cyr », à la suite de l'allongement de la scolarité de l'E.S.M. portée à trois ans ; le 3e bataillon constituant désormais la première année du cycle saint-cyrien de l'ESM,. On institue l'amalgame lors des premiers mois de formation suivis en commun notamment avec les EOA (élèves officiers d'active) saint-cyriens du 3e bataillon, les EOX (élèves polytechniciens), etc,..
En 1985, sont créées quatre filières : la filière F1 formant durant 4 ou 5 mois des EOR en écoles d'armes (Montpellier pour l'infanterie, Saumur pour l'ABC, Tours pour le train, etc.), destinés à servir prioritairement en unité de combat et ayant souscrit un contrat "volontaire service long" (VSL) de 16 mois minimum ; la filière F2 / Armes formant durant 4 mois des EOR en écoles d'armes, destinés à servir principalement en unité d'instruction mais pouvant aussi éventuellement servir en unité de combat ; la filière F2 / TTA formant durant 4 mois, au sein du bataillon EOR de l'ESM de Saint-Cyr, des EOR recevant une formation toutes armes, et destinés à servir ensuite en unité d'instruction ou dans des postes à caractère administratifs ; et enfin la filière F3 formant durant 2 mois, en écoles d'armes ou à Coëtquidan, des EOR destinés à occuper ensuite des postes de spécialistes (linguistes, psychologues, informaticiens, etc.).
En 1991, le bataillon EOR est rebaptisé « 4e bataillon de l'École spéciale militaire de Saint-Cyr » (E.S.M.4 en abrégé),.
En 1998, les filières sont réorganisées. F1 et F2 devient « Voie de commandement » ; la formation des EOR dure deux mois sur place plus l'instruction complémentaire dans leurs affectations. Cinq promotions sont ainsi formées sous un insigne standardisé,. Nouveau changement en juin 1999 où l'on ne distingue plus que la voie « Encadrement » (EOR-/E) et la voie « Spécialistes » (EOR/S), le stage pour cette dernière ne durant qu'un mois sur place. Désormais toutes les filières sont rattachées à un cycle annuel avec un seul parrain.
En 2001, la professionnalisation progressive des armées entraîne la disparition des stages d'officiers du contingent (EOR). La même année, les premiers officiers sous contrat (OSC) du 4e bataillon reçoivent leur galon spécifique d'élève-officier (surnommé « la crevette ») et sont baptisés avec sabres. La promotion « Campagne de Norvège » réunit ainsi les derniers EOR et les premiers OSC.
Depuis 2001, le 4e bataillon forme désormais les différents officiers sous contrat (EOSC) de l'Armée de terre, relevant de différentes filières, ce qui n'exclut pas des stages pour officiers de réserve. À titre principal on distingue les O.S.C./S, spécialistes formés en quatre mois et les O.S.C./E, encadrement formés en quatre mois, portés à huit mois à partir de 2007. Les stages, variés, ont une durée de quinze jours à presque neuf mois. Les élèves-officiers sont d'origines et de vocations très diverses. Par exemple, parmi les élèves de l'École polytechnique (EOX), ceux qui choisissent l'Armée de terre pour stage de première année suivent leur formation militaire d'officiers auprès du 4e bataillon. Le bataillon forme également les V.A.D.A.T. (volontaires aspirants de l’Armée de terre), les E.O.C. (élèves-officiers commissaires), les B.S.T.A.T. (élèves-officiers venant des corps de troupe), les E.O.G.N. (élèves-officiers de la Gendarmerie nationale) et les E.O.P. (élèves-officiers pilotes de l’A.L.A.T.).
Le 7 septembre 2020, à l'occasion d'un déplacement aux Écoles de Saint-Cyr Coëtquidan, la ministre des Armées Florence Parly annonce la transformation du 4e bataillon en une nouvelle école à part entière. Cette évolution est officialisée le 18 février 2021 par une instruction publiée au BOA/BOC le 4 avril 2021 qui la baptise « École militaire des aspirants de Coëtquidan ».
Inaugurée le 6 juillet 2021, cette nouvelle école, héritière d'une double filiation (le Bataillon EOR et l'École des élèves aspirants de Cherchell) adopte un nouvel uniforme de couleur bleu horizon rappelant celle des soldats et officiers de réserve mobilisés lors de la Première Guerre mondiale.
L'école a la capacité de former, chaque année, entre cinq cents et mille élèves-officiers.

## Formation
Cette section ne s'appuie pas, ou pas assez, sur des sources secondaires ou tertiaires indépendantes du sujet. Le texte peut contenir des analyses inexactes ou inédites de sources primaires.
Pour l'améliorer, ajoutez-en, ou placez des modèles {{Source secondaire souhaitée}} ou {{Source secondaire nécessaire}} sur les passages mal sourcés. (juin 2023)

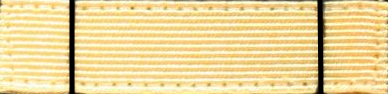
Galon d'aspirant de l'infanterie qu'obtenaient les EOR, désormais les OSC, à la fin de leur formation.

Les élèves suivent une formation initiale militaire complète. Initialement, celle-ci est d'une durée de 14 semaines pour les futurs OSC-Spécialistes, de presque 24 semaines pour les futurs OSC-Encadrement (futurs chefs de section des différents armes de l'Armée de terre),.
Les formations complémentaires diffèrent selon les spécialités. Par exemple, à l'issue de la formation initiale militaire et d'une première affectation en unité, les jeunes officiers sous contrat encadrement suivent un stage en école d'application, selon leur arme d'affectation. De même, les officiers sous contrat de la filière pilotes suivent un stage de formation au pilotage d'une durée de douze à quinze mois, puis un stage de spécialisation de trente-et-une ou de cinquante-deux semaines, selon leur orientation.
Les engagements contractuels sont de cinq années ou de dix années, selon les filières, renouvelables jusqu'à quinze années, voire vingt années, au maximum.
Les élèves-officiers ingénieurs militaires d'infrastructure de la Défense (EOIMI), les élèves-officiers de l'École polytechnique (EOX), les élèves-officiers ingénieurs des études et techniques de l'armement et les élèves-officiers sur titre de grandes écoles partenaires (partenariat grandes écoles - PGE), suivent une formation d'une douzaine de semaines, entre octobre et décembre de chaque année. Nommés au grade d'aspirant à l'issue de ce premier stage, ils poursuivent alors leur formation militaire directement dans leurs unités d'affectation.
Avec la promotion 2017-2018, pour les futurs OSC-E, un allongement de la durée de formation à 35 semaines à Saint-Cyr Coëtquidan est mis en place, avec quatre semaines au Centre national d'entraînement commando (à la clef le monitorat commando pour les meilleurs d'entre eux). Cette formation est suivie de trois mois de stage en régiment, et enfin un an d'école d'application.[réf. nécessaire]
Depuis la promotion 2020-2021, la scolarité des OSC-E est passée à un an à l'EMAC. Le stage en régiment passe de trois mois à trois semaines. Un mastère spécialisé de « commandement et leadership » est délivré à la fin de la scolarité à l'EMAC avant que les OSC-E poursuivent leur formation en école d'application pendant un an.

## Recrutement
Les élèves-officiers du 4e bataillon viendront principalement renforcer le corps des officiers sous contrat (OSC). Ils sont sélectionnés sur titres, constitués de diplômes d'enseignement supérieur.
Depuis 2001 le 4e bataillon puis l'EMAC assure notamment la formation militaire initiale,, :
- des  élèves officiers sous contrat encadrement ;
- des  élèves officiers sous contrat spécialistes ;
- des  élèves officiers sous contrat pilotes.

Les conditions d'admissions pour ces filières sont :
- être admis sur titre avec un diplôme de niveau II bac+3, après avis d'une commission de recrutement nationale ou admis sur concours de niveau bac pour les officiers sous contrats pilotes ;
- être âgé de 32 ans au plus ;
- être de nationalité française.

En outre, d'autres élèves suivent la formation de cette école :
- des élèves officiers de réserve (réserve opérationnelle) ;
- des élèves officiers de réserve du corps technique et administratif du service de santé ;
- des élèves officiers de l'École polytechnique ;
- des élèves de l’école des officiers de la gendarmerie nationale ;
- des élèves officiers ingénieurs militaires d'infrastructure ;
- des élèves officiers ingénieurs des études et techniques de l'armement de l'ENSTA Bretagne ;
- des élèves officiers logisticiens des essences ;
- des étudiants civils émanant de diverses écoles d'enseignement supérieur (stages professionnalisant, partenariat grandes écoles, avec HEC par exemple) et des stagiaires de la préparation militaire supérieure, etc.

Les écoles de Saint-Cyr Coëtquidan regroupent trois formations d'élèves, toutes destinées à la formation des officiers de l'Armée de terre.
Outre l'«École militaire des aspirants de Coëtquidan» (EMAC), au recrutement indiqué ci-dessus, se trouvent à Saint-Cyr Coëtquidan deux autres filières de formation initiale d'officiers :
- l'École spéciale militaire de Saint-Cyr (l'ESM) elle-même, avec ses trois premiers bataillons (ESM 3, 2, 1) pour les élèves officiers de carrière, appelés « saint-cyriens », qui passent successivement du 3e au 1er bataillon ; jusqu'ici le 4e bataillon (ESM 4) faisait partie de l'ESM mais constituait néanmoins une filière distincte.
- l'École militaire interarmes (l'EMIA) principalement pour les sous-officiers appelés à devenir officiers de carrière.

## Traditions

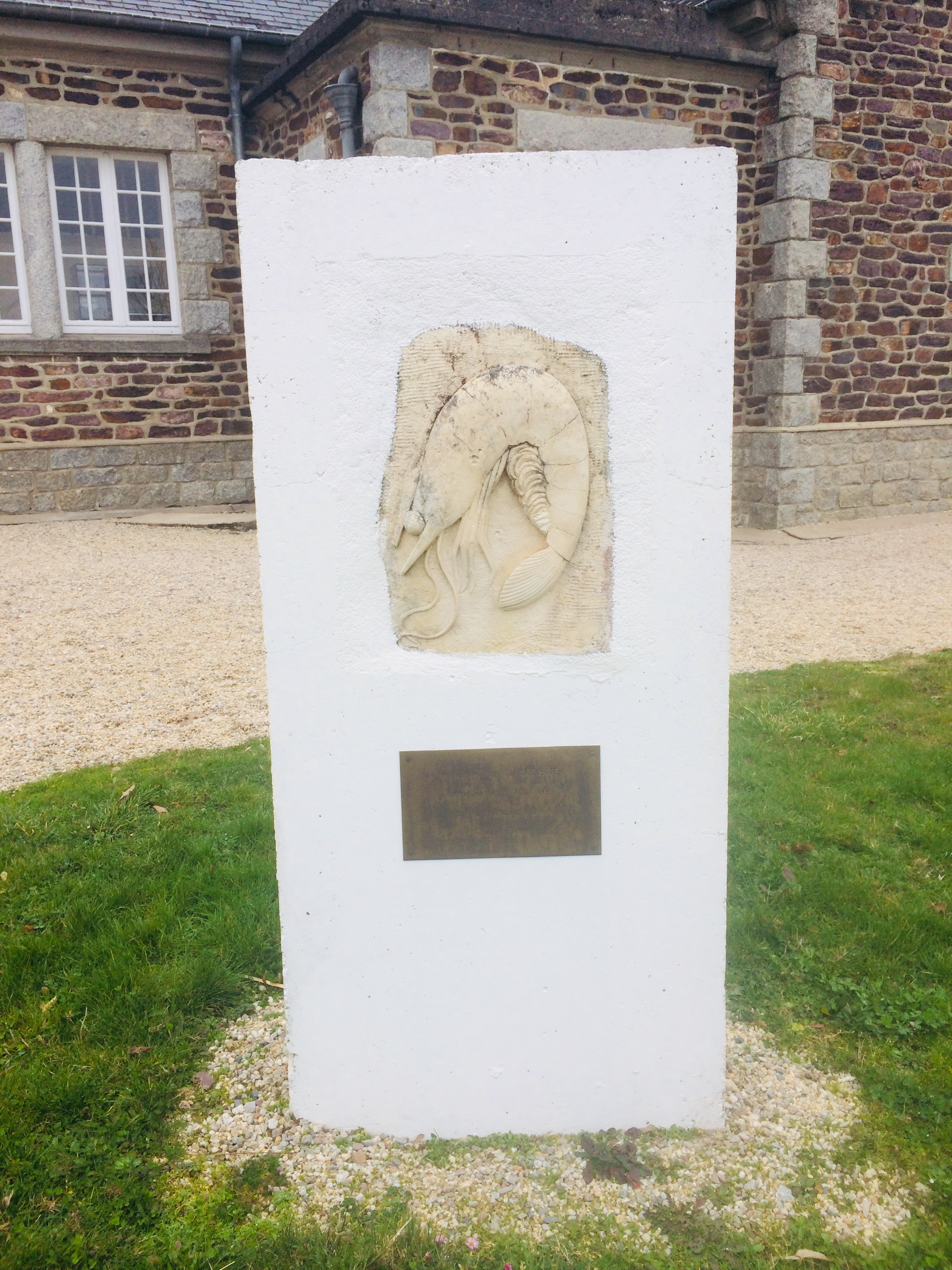
Stèle dédiée à La Crevette devant le PC du 4e bataillon.

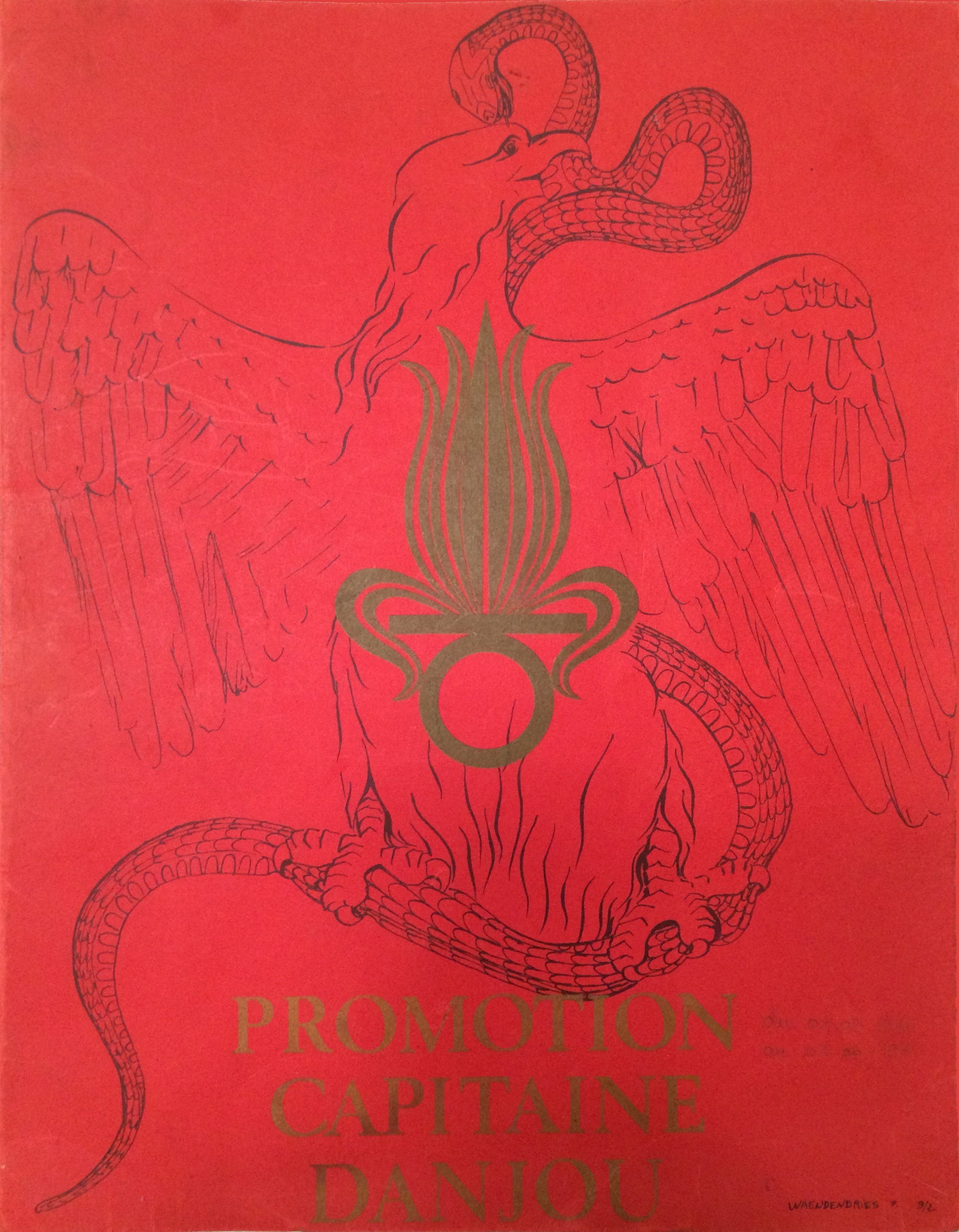
Plaquette de la promotion EOR « Capitaine Danjou » - 1971 (cf. pages intérieures ici et là).

Elles se sont établies peu à peu et ont varié dans le temps en fonction de l'évolution des formations et de leur localisation. Historiquement, le 4e bataillon de l’ESM de Saint-Cyr est lié à la formation des officiers de réserve qui au lendemain de la Première Guerre mondiale étaient encore autorisés à porter le grand uniforme des saint-cyriens, sabre compris. Ce n'est plus le cas depuis longtemps, en raison notamment de l'élargissement et la diversification du recrutement, la scolarité des OSC et EOR étant par ailleurs trop courtes pour qu'ils soient "bahutés". Héritier dans la période contemporaine du peloton puis bataillon E.O.R. (élèves officiers de réserve) du 3e bataillon de l'ESM St-Cyr, puis du bataillon EOR de l'ESM de St-Cyr, le 4e bataillon est à la fois le détenteur des traditions des E.O.R. ainsi que des O.R.S.A. (officiers de réserve en situation d'activité) mais ce n'est que dans les années 1980-1990, et surtout depuis 2001, qu'elles ont été revitalisées et adaptées au développement de la professionnalisation de cette filière. Avec la nouvelle école, désormais distincte de celle de Saint-Cyr, il est prévu de définir un « socle de traditions propre », probablement avec ses propres uniformes, insigne et drapeau. Une association consacrée à cette fonction a d'ailleurs été créée dès la fin 2020.
Auparavant, au moins depuis leur installation à Coëtquidan, les promotions d'EOR rédigeaient déjà leur plaquette de promotion, laissant libre cours à leurs facéties, en sus des photos des cadres et de chaque section d'élèves (photo) ; un exemplaire de chaque plaquette de promotion est aujourd'hui conservé au PC du 4e bataillon. Depuis 1984, chaque promotion écrit son chant,. Depuis la promotion « Capitaine Marc Bloch » (1995), le chant de tradition du bataillon s'intitule « Pour l'audace de servir » qui est aussi la devise des EOR et, aujourd'hui celle du 4e Bataillon,. À l'égal de l'ESM et donc des saint-cyriens, l'anniversaire du 4e bataillon est le 2 décembre, date anniversaire de la bataille d'Austerlitz (cérémonie des 2S). Les deux filières partagent d'ailleurs depuis 1931 le même drapeau, celui de l'ESM.

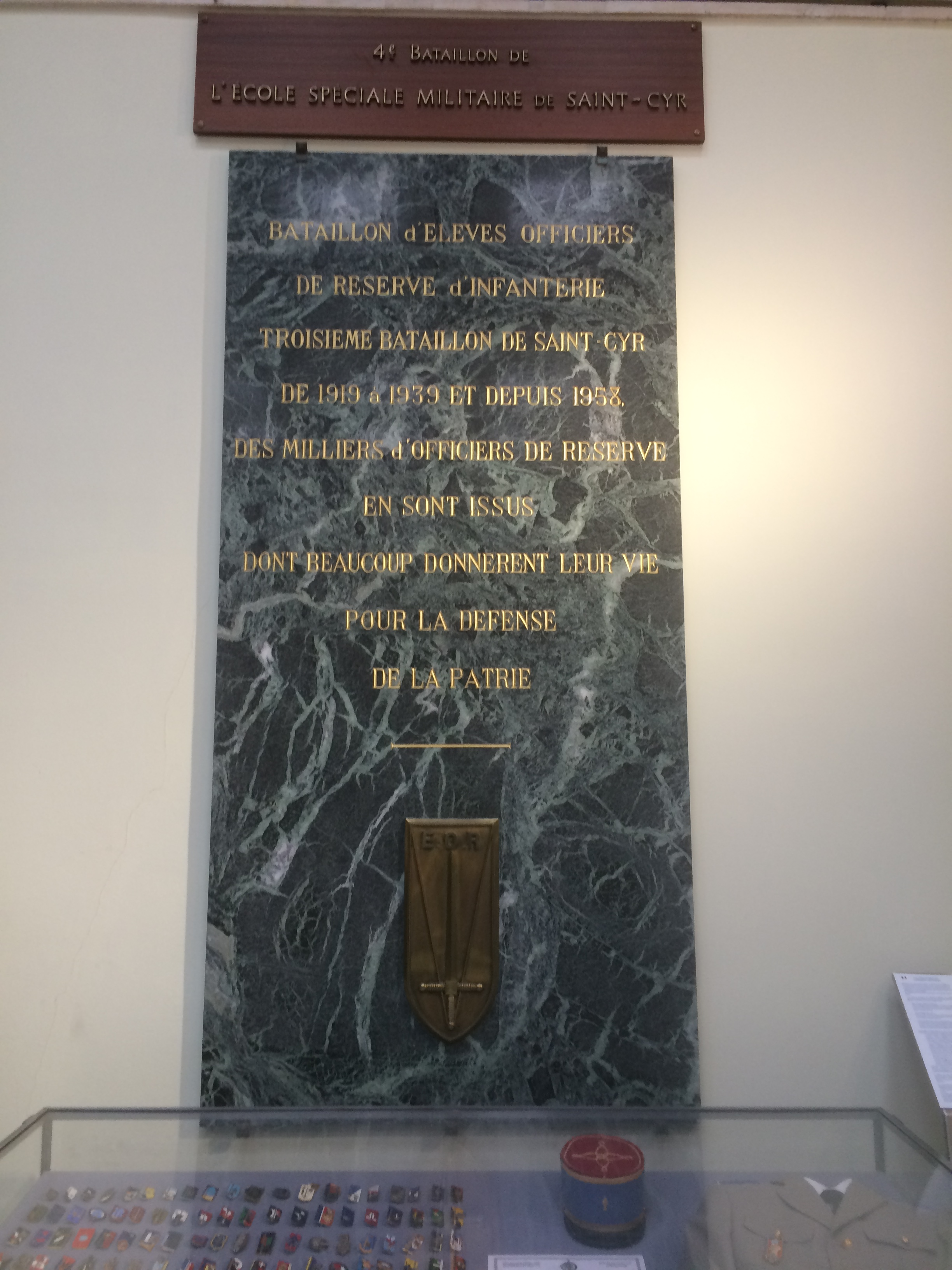
Honneurs rendus aux EOR et au 4e bataillon à l'intérieur de l'actuel Musée des écoles de Saint-Cyr Coëtquidan.

La présentation au drapeau se fait avec les 1er et 3e bataillon réunis devant le drapeau de l'ESM, cour Rivoli. Sur la même esplanade (Marchfeld), le baptême au sabre, réintroduit en 2001 (promotion « Maréchal Bertier »),, avec la remise de leurs galons, a lieu en décembre, en nocturne, selon le rituel du Triomphe des écoles de Coëtquidan, avec le modèle F1 (version 1974) inspiré du modèle An IX de la Cavalerie Légère, qui est aussi celui de l'EMIA, et non avec le modèle propre aux saint-cyriens ; ce dernier a une garde 3 branches, une lame droite dans un fourreau clair, alors que le modèle F1 a une garde 2 branches et une lame légèrement courbée dans un fourreau noir. Le sabre est un symbole d'autorité : celle qui permet « d'être à la hauteur d'une tâche plus grande que soi ». Il symbolise également la prise de responsabilités. En contrepartie de l'autorité et de la responsabilité, sont attendues l'exemplarité et l'esprit de discipline de l'officier.
La tenue des élèves a varié dans le temps. Aujourd'hui, seuls les cadres du 4e bataillon portent encore le Grand uniforme. Dans les années 1970, les seuls signes distinctifs par rapport à un simple soldat était la « crevette » (v. infra) en accent bordant l'insigne tissus de l'infanterie sur le côté de l'épaule, ainsi qu'un képi également bleu, avec au-dessus un nœud hongrois simple sur fond rouge, bordé d'un large liseré doré à la place du grade. La garde d'honneur devant l'hôtel de commandement s'opérait en treillis. De nos jours, lors des cérémonies, les élèves portent la tenue 21, majoritairement la TDF (couleur kaki clair dite "Terre De France"), le même képi bleu clair de l'école que par le passé, avec ceinturon identique aux élèves saint-cyriens et bélière, gants blancs, sauf origines spécifiques comme les polytechniciens par exemple qui portent l'uniforme de leur école, etc.
Dès qu'ils seront formés à Saint-Cyr les élèves porteront rapidement l'insigne de l'ESM Saint-Cyr surmonté des initiales « EOR » jusqu'en 1974. À cette date (promotion Lt Tom Morel) - bien que l'insigne de promotion apparaît dès la promotion Charles Péguy en 1973 - chaque promotion a son propre insigne, comportant le nom de son parrain. Au début, certains de ces insignes portent eux aussi la mention « EOR » (par exemple, les promotions « Saint-Exupéry », « Maréchal Lyautey », « Jeanne d'Arc », « Montluc », etc.), Parmi eux, ceux des promotions « Tom Morel » jusqu'à « Lieutenant Jordy » inclus précisent même le millésime de la formation. Ces pratiques n'ont plus cours. Par exception, de 1998 à 1999, l'insigne de cinq promotions de la filière "Voie de commandement" est standardisé (un seul fond d'insigne évoquant le sacrifice des EOR lors de la Grande Guerre ; seul le nom de promotion change),. Le choix des personnalités comme parrains est souvent lié dans la période contemporaine à d'illustres anciens réservistes ou volontaires civils ; il est logiquement indépendant de celui fait par les saint-cyriens. Toutefois, par le passé, en 1934 les EOR choisissent le nom d'« Albert 1er », déjà adopté par les saint-cyriens pour la promotion 1933/35 et en 1971 le nom du « Capitaine Danjou » est choisi par les deux filières. Durant le cycle de formation désormais annuel (fédérant toutes les filières de l'ESM4 sous un seul nom de baptême), l'insigne de la promotion en cours est édifié en grand format devant le PC du 4e bataillon et une exposition biographique sur le parrain est présentée au Musée du Souvenir des Écoles de Saint-Cyr Coëtquidan.

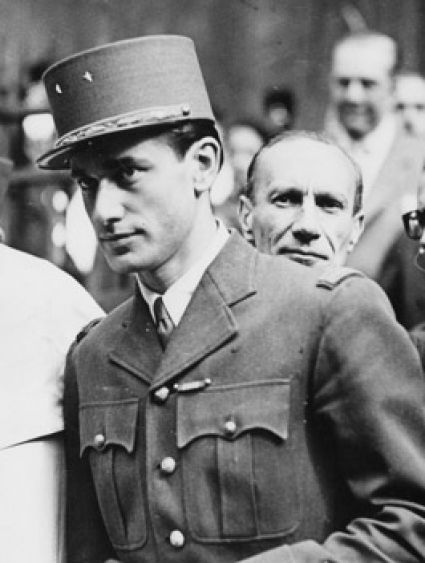
Un grand ancien : Jacques Chaban-Delmas, major de la promo EOR de 1939, général de la France libre à 29 ans en 1944.

En 1984, la promotion EOR « Sous-lieutenant de Saint Salvy » a inauguré une stèle dédiée à « Notre Dame des EOR », un ancien pylône facilement repérable de loin par les élèves (initialement les saint-cyriens) de retour d'exercice, avec le clin d'œil que l'on devine, non loin du PC du 4e bataillon. En 1991 la promotion EOR « Colonel Zahm » a inauguré, avec le même humour, une stèle dédiée à « La Crevette » (photo), surnom donné au galon d'élève officier (actuellement fin liseré droit chevronné de rouge sur fond argenté), qui se trouve désormais devant le dit PC (elle était auparavant sur la pelouse au nord de ce bâtiment). L'actuel PC se situe depuis l'arrivée des EOR en 1967 dans les locaux primitivement occupés par le Musée du Souvenir des Écoles de Saint-Cyr Coëtquidan, lorsque celui-ci s'installe plus à son aise la même année dans la nouvelle école (accueillant désormais les bataillons 1-2-3) cour Rivoli à Coëtquidan ; le PC fait face à l'ancien marchfeld (place d'armes) des saint-cyriens où la statue de Kléber, désormais installée sur le nouveau marchfeld Rivoli, a laissé la place à celle de Turenne, parrain de la seconde promotion EOR de 1967 (la première porte le nom d'« Armor », pour marquer l'implantation en Bretagne). Au sein du dit musée, une grande plaque murale en marbre et une vitrine rendent hommage aux EOR et au 4e bataillon (photo) tandis qu'au sein de l'actuel PC figurent aussi sur des plaques murales en marbre (photo) toutes les promotions d'EOR puis celles des EOSC (années, nom de baptême, effectifs promus, major de promo). On remarque ainsi le nom de Jacques Delmas (major de la « promotion Joffe » en 1939),, promu général pendant la guerre par le Général de Gaulle (photo), futur Premier ministre et président de l'Assemblée Nationale sous la Ve République.
Une course dite "à la crevette" faisant partie du cursus d'entrainement traditionnel est organisée lors de chaque promotion. Elle précède celle dite "du képi" qui est une étape importante dans la formation des jeunes officiers.

## Promotions

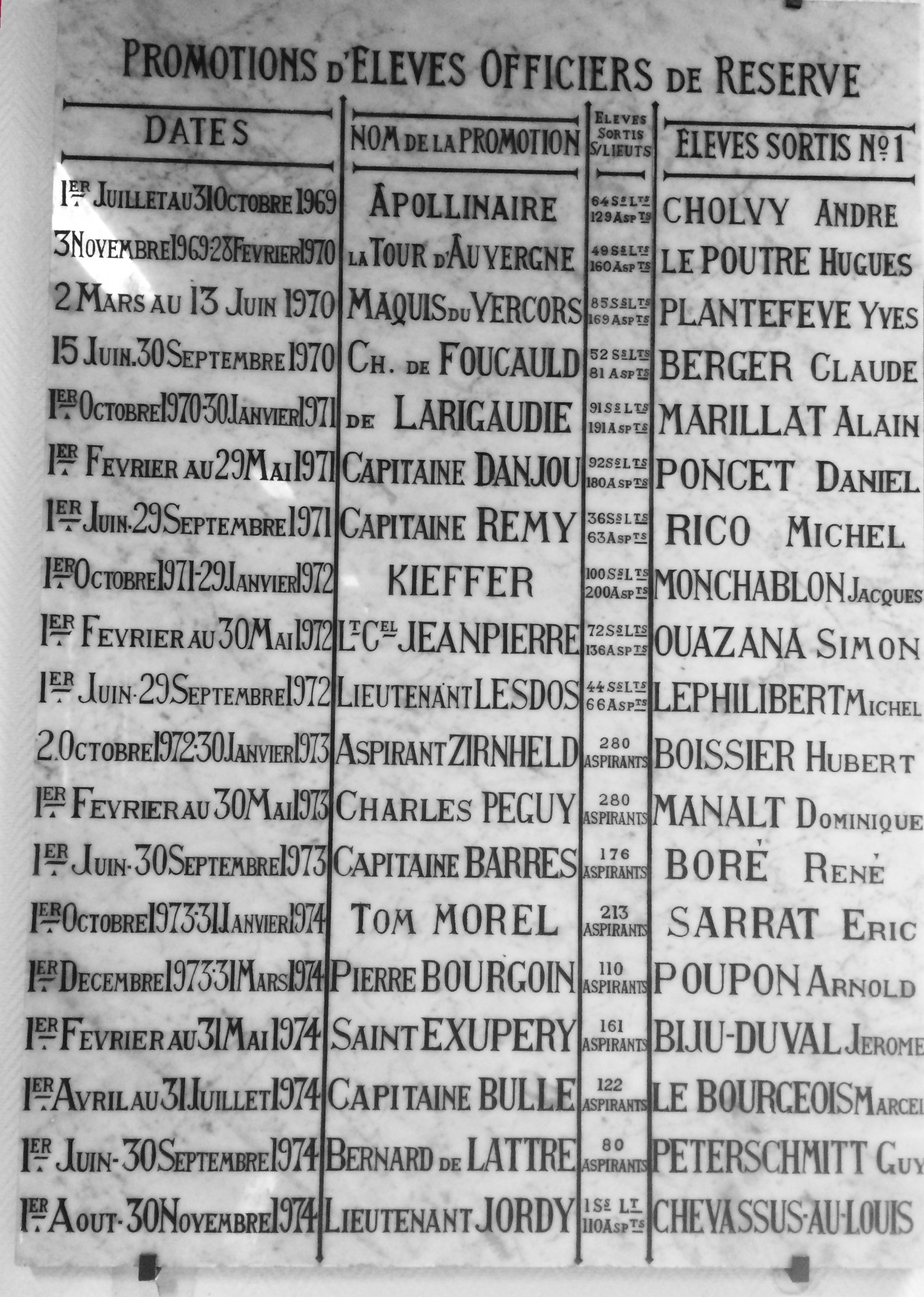
L'un des marbres muraux listant les promotions d'EOR (1967 à 1974) au PC du 4e Bat.

Dans la lignée historique des différentes formations d'EOR qui depuis 1991 se perpétue avec le 4e bataillon de l'École spéciale militaire de Saint-Cyr, les premières promotions identifiées d'élèves-officiers de réserve formées à Saint-Cyr remontent à l'année 1932 (le rattachement au 3e bataillon date de 1931), bien que cette filière débute en 1919 et que, ni le site de Coëtquidan, ni l'école de Saint-Cyr, ne sont les seuls concernés s'agissant de la formation des officiers d'infanterie.
Depuis 1932, cette formation aurait produit plus de deux cents promotions (classées ci-dessous selon la date d'entrée),,. Jusqu'en 1974, les élèves officiers portent l'insigne de l'ESM Saint-Cyr surmonté des initiales « EOR ». Aujourd'hui, malgré la diversité des filières, les élèves officiers s'inscrivent dans un même cycle annuel avec un nom de promotion, un millésime et un insigne de promotion communs.